# Freddie Fox
Freddie Fox, född 5 april 1989 i London, är en brittisk skådespelare.
Fox har bland annat medverkat i TV-serien The Great. Han har även medverkat i filmerna Mrs. Harris Goes to Paris och The Ministry of Ungentlemanly Warfare.

## Filmografi (urval)
- 2011 – The Three Musketeers
- 2012 – The Mystery of Edwin Drood (TV-film)
- 2020–2023 – The Great (TV-serie)
- 2022 – Mrs. Harris Goes to Paris
- 2024 – The Ministry of Ungentlemanly Warfare